# Canthidium angulicolle
Canthidium angulicolle är en skalbaggsart som beskrevs av Vladimir Balthasar 1939. Canthidium angulicolle ingår i släktet Canthidium och familjen bladhorningar. Inga underarter finns listade.